# Kempkensberg (kantoorgebouw)
De Kempkensberg is een kantoorgebouw aan de gelijknamige straat in de Nederlandse stad Groningen. Het pand is genoemd naar een heuvel, de Kempkensberg, waarvan lange tijd werd aangenomen dat deze zich vroeger hier bevond, maar waarvan tegenwoordig wordt gedacht dat deze nabij de 13e-eeuwse stadsmuur heeft gelegen. Het 92 meter hoge gebouw is ontworpen door het architectenbureau UNStudio en kenmerkt zich door vloeiende lijnen. In maart 2011 werd het gebouw opgeleverd.
Het pand is bedoeld als vervanging van vier oudere kantoortorens, die in de jaren ’70 en '80 gebouwd werden en in 2011 zijn gesloopt. Hierin waren de IB-Groep (Informatie Beheer Groep, de tegenwoordige DUO) en de Belastingdienst gevestigd. Onder het gebouw bevond zich een atoomschuilkelder van 500 vierkante meter met een eigen drinkwatervoorziening en een noodstroominstallatie, die in het geval van een atoomoorlog de commandobunker moest vormen voor het stadsbestuur en andere belangrijke personen.
Uit onderzoek in de jaren 2000 bleek dat sloop en nieuwbouw goedkoper was dan renovatie van de vier torens. In opdracht van de toekomstige huurders (dezelfde twee organisaties) gunde de Rijksgebouwendienst de bouwopdracht door middel van een PPS-constructie aan het consortium DUO². In dit samenwerkingsverband participeerden Strukton, Ballast Nedam en John Laing. De bouwsom bedroeg ruim 100 miljoen euro. De atoombunker werd voor de bouw gesloopt.
Het nieuwe complex is met een hoogte van 92 meter het hoogste kantoorgebouw in de stad. Alleen de Martinitoren is hoger, namelijk 97 meter.
Het gebouw wordt in de volksmond ook wel het cruiseschip genoemd..

## Afbeeldingen

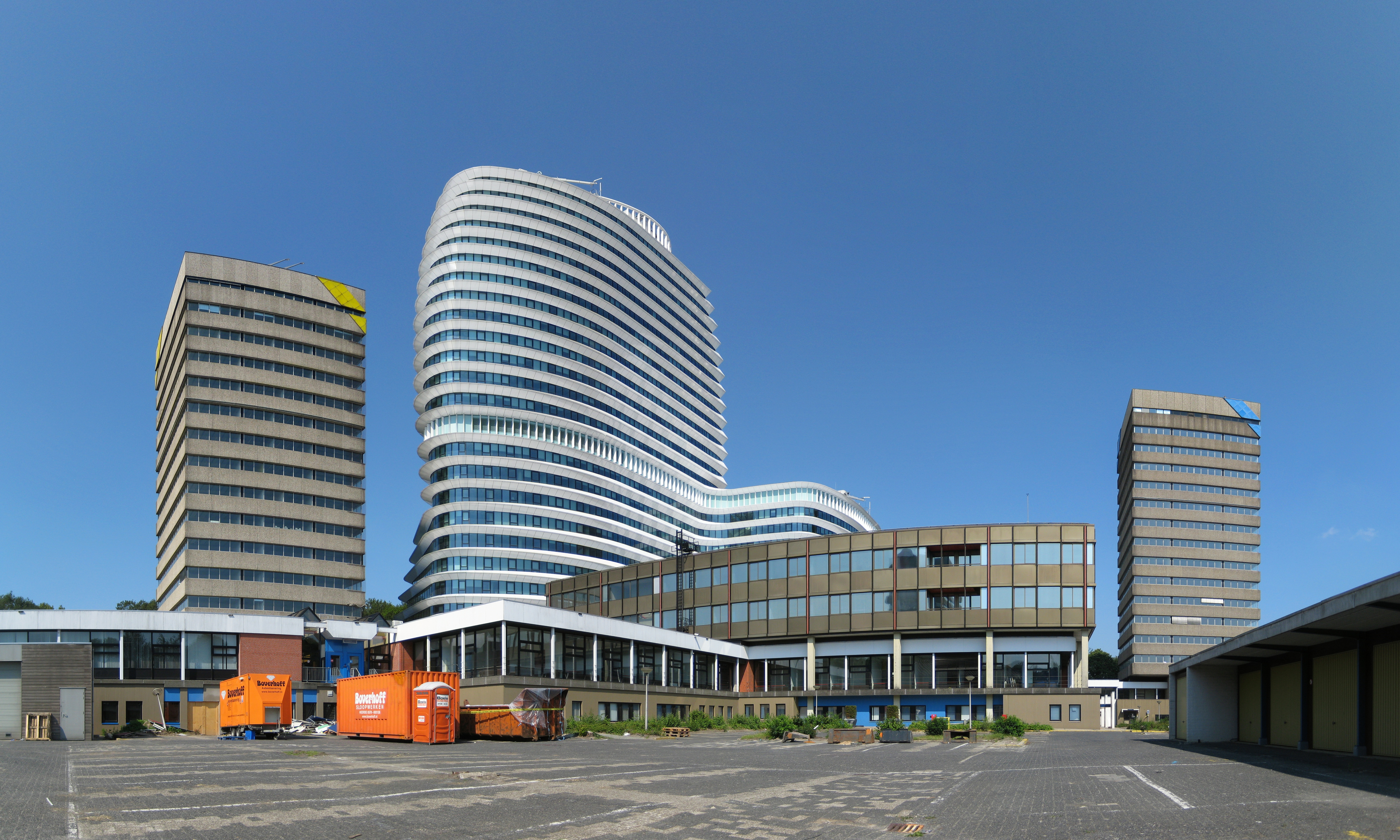
Het gebouw in aanbouw, met nog twee torens en een stuk van het laagbouwgedeelte van het vorige kantorencomplex (2011)
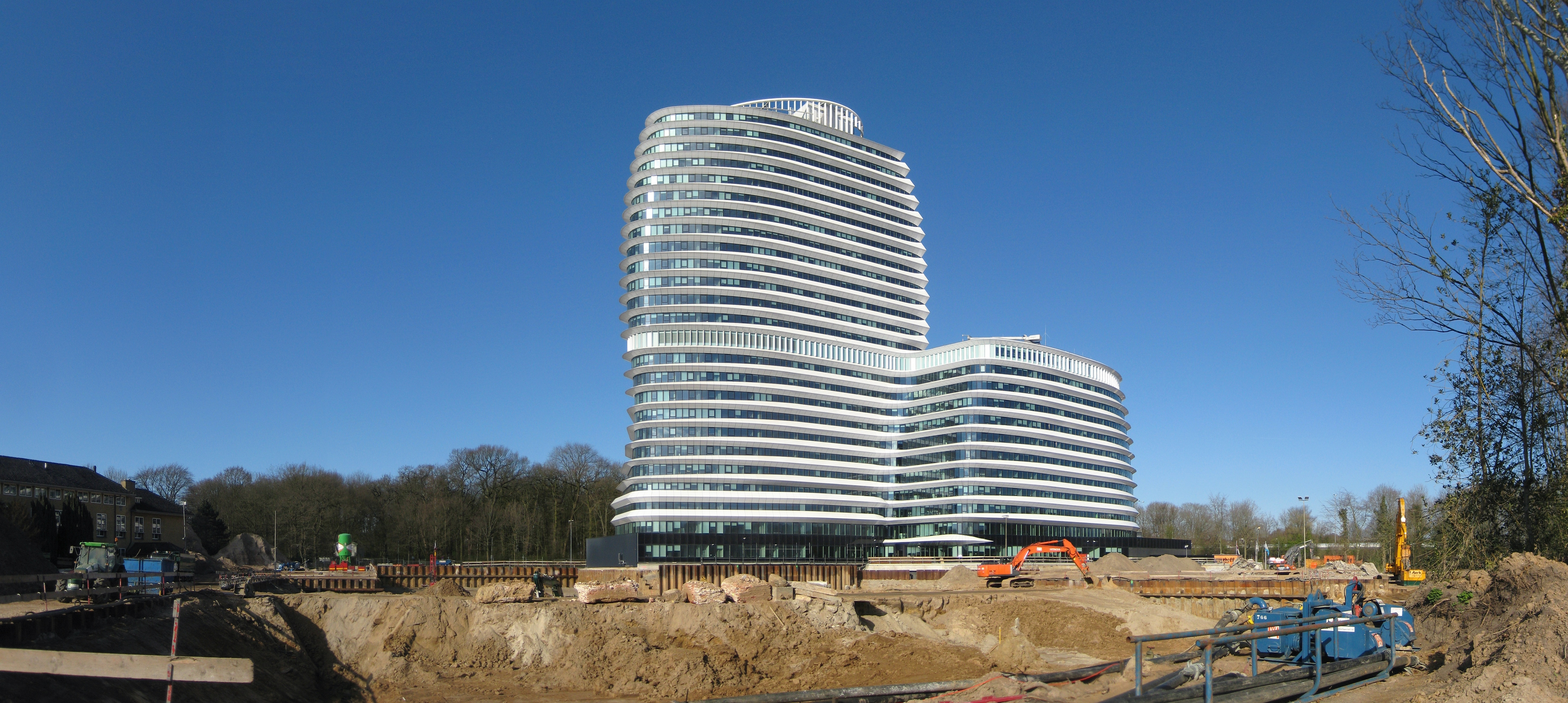
Het gebouw gezien vanaf de Helperzoom (2012)
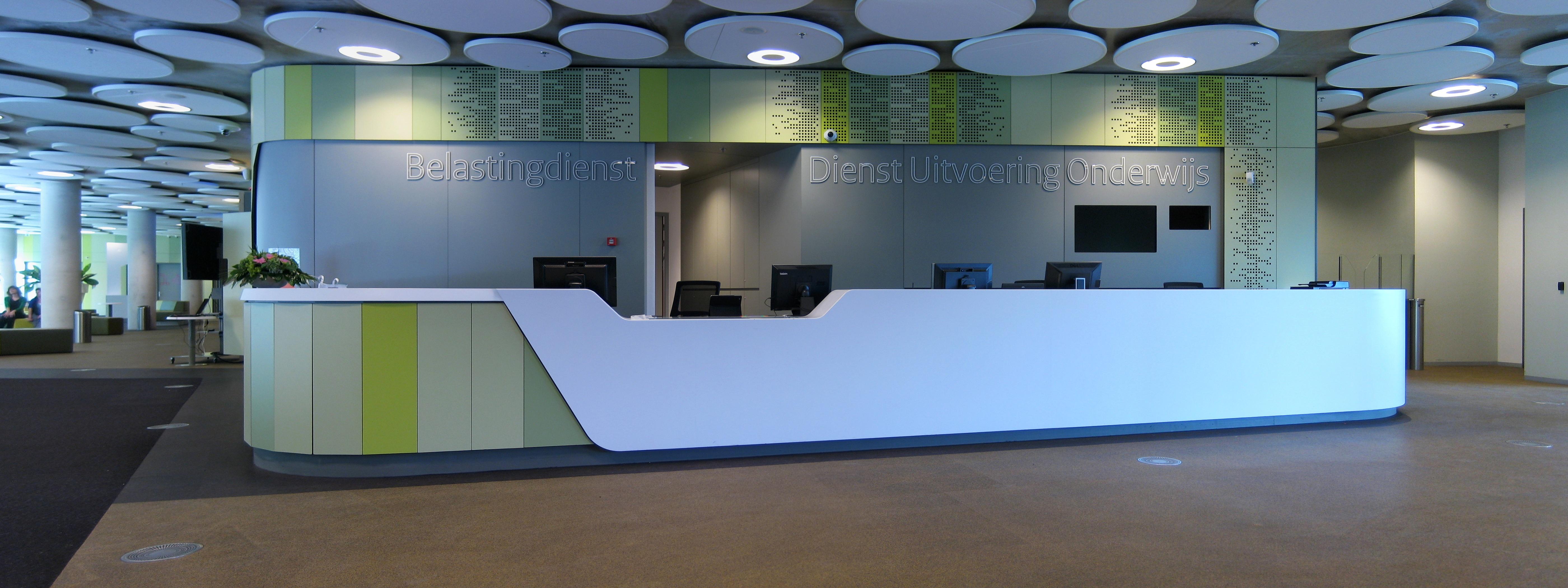
De receptie (2012)
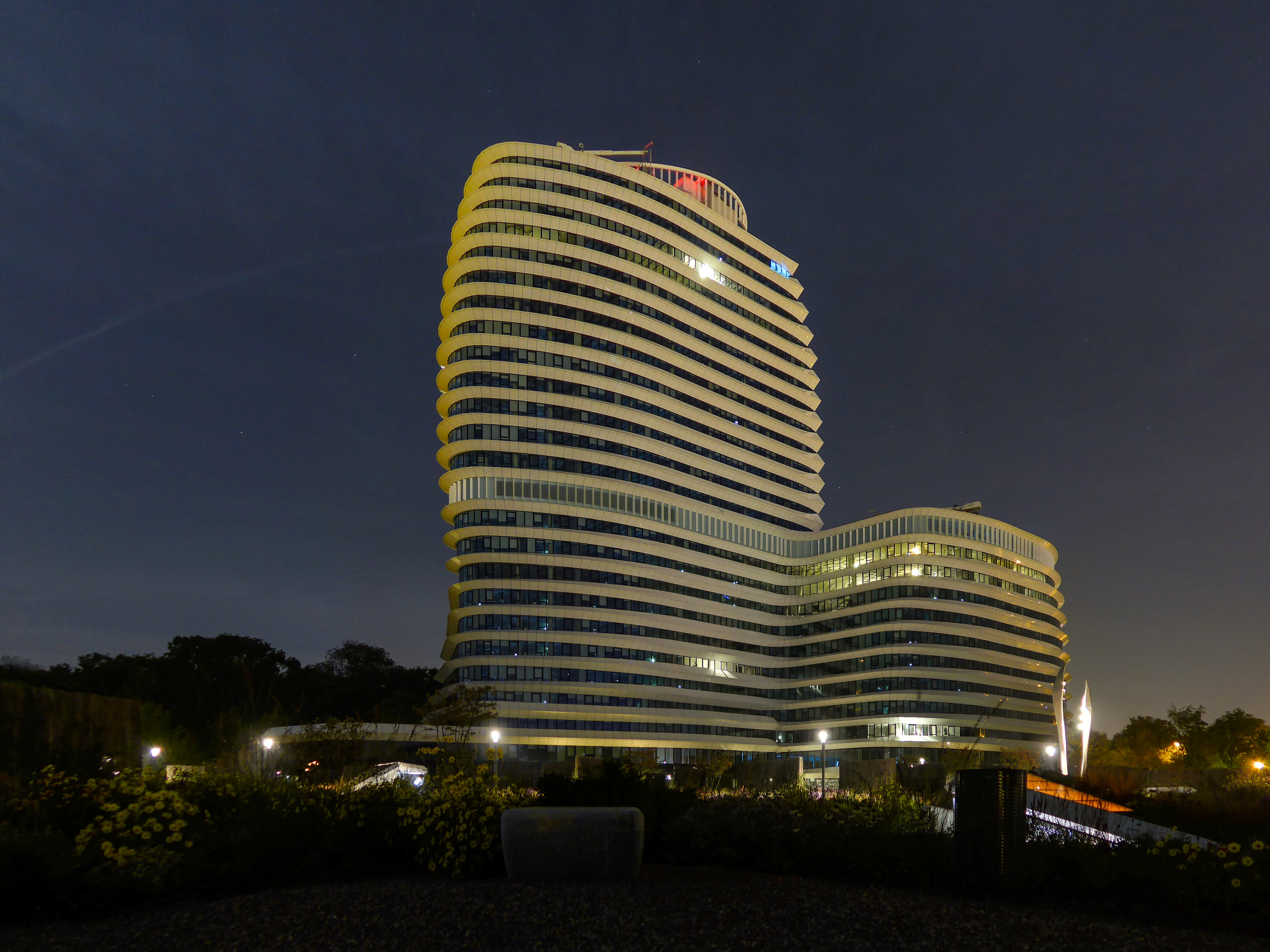
Kempkensberg bij avond (2014)

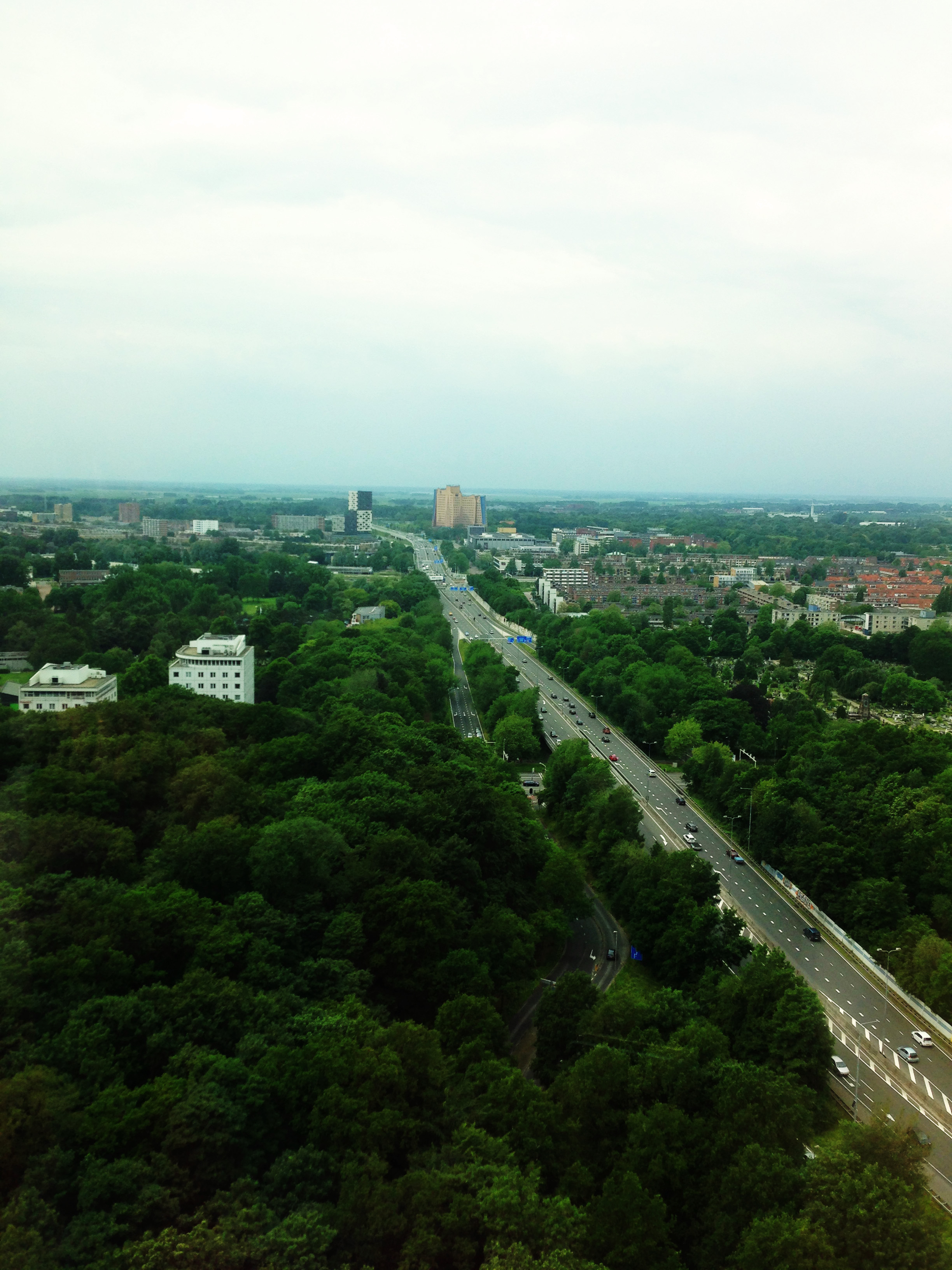
Uitzicht vanaf de bovenste verdieping op de N7 (2013)